# Tōken ranbu
Tōken ranbu (刀剣乱舞? lett. "Danza selvaggia di spade") è un videogioco per browser di carte collezionabili free-to-play sviluppato da Nitroplus e pubblicato il 14 gennaio 2015 da DMM Games. Un adattamento anime, prodotto da Doga Kobo e sottotitolato Hanamaru, ha iniziato la trasmissione televisiva in Giappone il 2 ottobre 2016, mentre un altro anime, sempre ispirato al gioco e prodotto da Ufotable col titolo Katsugeki/Touken ranbu, è andato in onda dal 1º luglio al 23 settembre 2017.

## Modalità di gioco
Il giocatore assume il ruolo di un saggio (審神者?, saniwa) che viaggia nel tempo per affrontare le forze del male nel passato, materializzando spade leggendarie sotto forma di giovani attraenti. Il sistema di combattimento è ampiamente automatizzato, e i progressi nel gioco dipendono dalla gestione delle risorse e dal grind.

## Anime
Il gioco ha ricevuto due adattamenti anime. Il primo, sottotitolato Hanamaru (花丸?), è stato prodotto da Doga Kobo per la regia di Takashi Naoya ed è andato in onda dal 2 ottobre al 18 dicembre 2016. In alcuni paesi europei gli episodi sono stati trasmessi in streaming in simulcast, anche coi sottotitoli in lingua italiana, da Daisuki, mentre in altre parti del mondo i diritti sono stati acquistati da Crunchyroll. Una seconda stagione avrà inizio a gennaio 2018.
Il secondo adattamento anime, intitolato Katsugeki/Touken ranbu (活劇 刀剣乱舞?, Katsugeki: tōken ranbu) e diretto da Toshiyuki Shirai presso lo studio Ufotable, è stato trasmesso tra il 1º luglio e il 23 settembre 2017. Le sigle di apertura e chiusura sono state interpretate rispettivamente da Sōma Saitō e Kalafina. In Italia gli episodi sono stati trasmessi in streaming in simulcast da Dynit su VVVVID, mentre in America del Nord i diritti sono stati acquistati da Aniplex of America per le piattaforme Hulu, Anime Strike e Crunchyroll, quest'ultima delle quali ha reso disponibili gli episodi digitalmente anche in altre parti del mondo.

## Accoglienza
Il gioco è stato accolto positivamente in Giappone, e al giugno 2015 ha superato il milione di utenti registrati. Secondo la critica, la sua pubblicazione ha accelerato la moda culturale giapponese delle donne katana (カタナ女子?, katana joshi) – donne interessate alle spade storiche giapponesi con le quali si mettono in posa. Tale moda ebbe inizio anni prima grazie ai videogiochi della serie Sengoku Basara, che resero le fan delle katana una parte distinta della sottocultura giapponese delle appassionate di storia. La popolarità di Tōken ranbu è stata tale che una rivista di curiosità per donne giapponesi ha pubblicato un articolo sugli esercizi quotidiani da fare in base alle tecniche di combattimento del gioco, e la mostra di figure del Wonder Festival di Tokyo del 2015 è stata completamente dominata dagli spadaccini della serie.